# Hải chiến

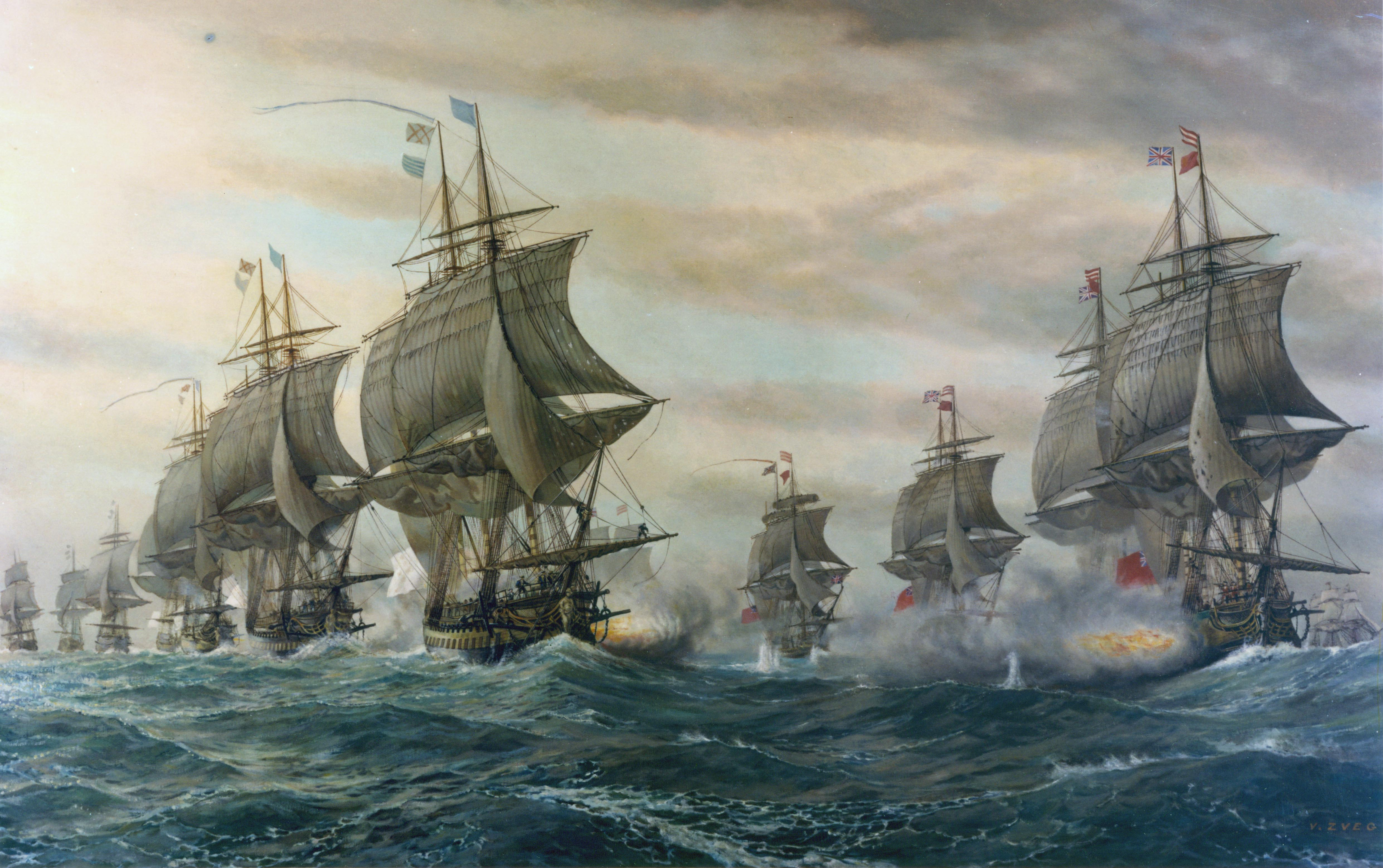
Hải chiến Chesapeake giữa quân Anh và Pháp (5 tháng 9 năm 1781)

Hải chiến là cuộc chiến diễn ra trên sông lớn, hồ, biển, đại dương và các hải đảo. Vũ khí chính tham gia là các loại tàu chiến, pháo hạm, súng trường, cung nỏ, lửa... cũng như sĩ quan chỉ huy, lính thủy... Ngoài ra còn có sự tham gia của các đơn vị như không quân, lính mặt đất...